# 鲁花树
鲁花树（学名：Scolopia oldhamii）为大风子科箣柊属下的一个种。